# Parc national de Port-Cros
Le parc national de Port-Cros est un parc national français situé en mer Méditerranée, dans l'archipel côtier des îles d'Hyères (département du Var). Il comprend une grande partie de l'île de Porquerolles, les îles de Port-Cros et de Bagaud, l'îlot de la Gabinière et le rocher du Rascas ainsi que les eaux environnantes soit 1 700 ha terrestres et 2 900 ha marins. L'île de Bagaud et l'îlot de la Gabinière sont des réserves intégrales, interdites d'accès.
Autour de cette zone centrale (ou cœur de parc) est définie une zone périphérique ou aire potentielle d'adhésion (APA) de 23 000 ha avec le littoral et les eaux de 11 communes, de La Garde à Ramatuelle et une aire maritime adjacente de 123 000 ha.
La population permanente compte 350 habitants dans les cœurs du parc national (les îles de Port-Cros et Porquerolles), principalement à Porquerolles, et 136 000 dans l'aire potentielle d'adhésion. Le parc, créé le 14 décembre 1963, est étendu à une grande partie de Porquerolles le 4 mai 2012. En 2023, comme d'autres lieux pouvant nécessiter une régulation des flux saisonniers , le parc national a été identifié comme victime du phénomène de surtourisme.

## Missions

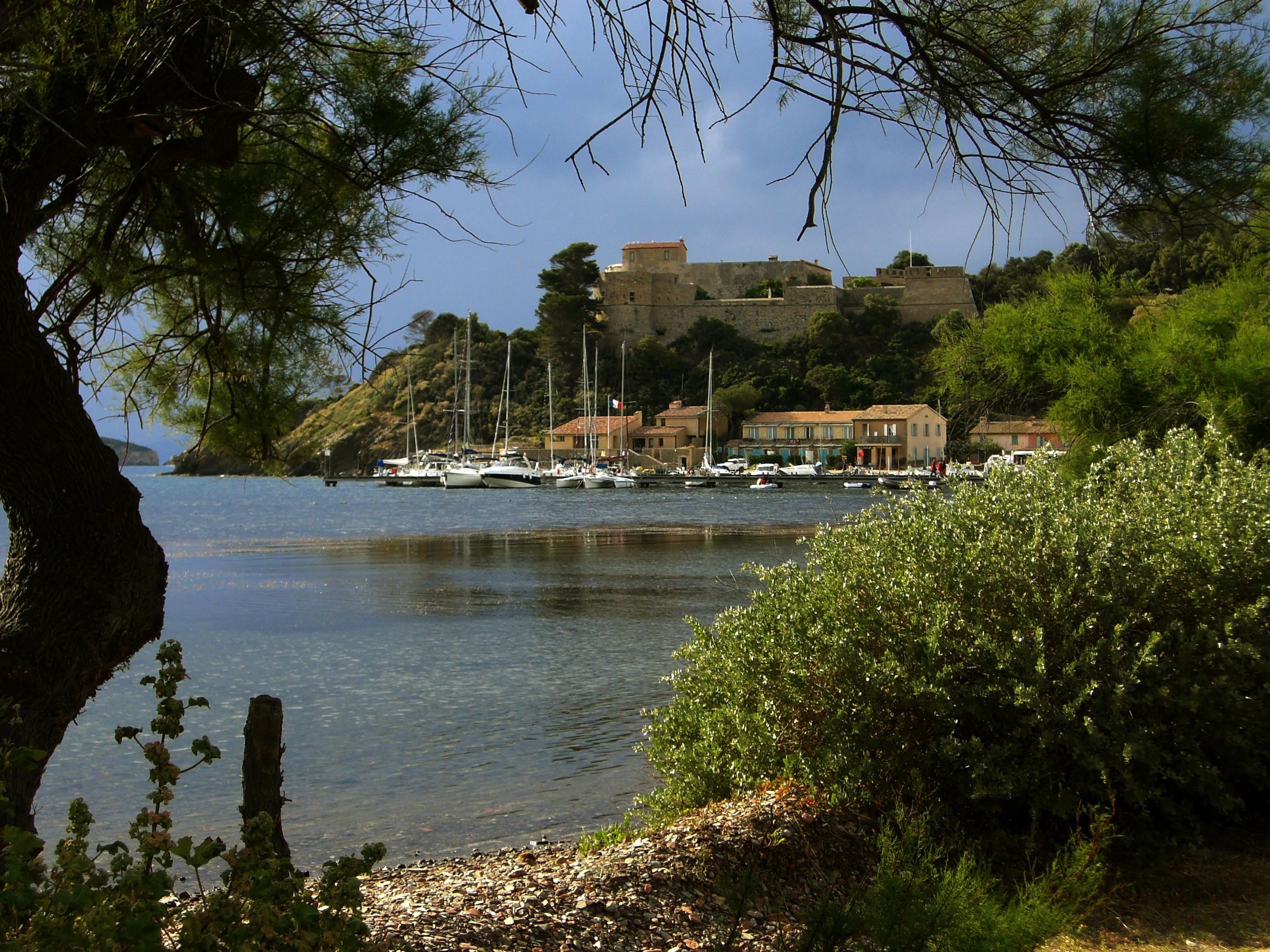
Port-Cros

En tant qu'établissement public, le parc national de Port-Cros a pour premier but de protéger le patrimoine naturel terrestre et marin situé sur son territoire. En effet, le parc national stricto sensu est constitué de l'île de Port-Cros, d'une superficie de 635 ha, montagneuse et fortement végétalisée, de celle de Bagaud (63 ha) et des rochers de la Gabinière et du Rascas et depuis 2012, d'une partie de Porquerolles. Il comprend également un périmètre marin de 600 m de large.
Il administre le Conservatoire botanique national méditerranéen de Porquerolles, chargé de la sauvegarde de la flore sauvage et des variétés fruitières menacées de Méditerranée et depuis 2012, les terrains gérés à Porquerolles.
Par ailleurs, le parc national de Port-Cros et Porquerolles gère, en collaboration avec les communes de Hyères et de la Croix-Valmer, les espaces naturels acquis par le Conservatoire du littoral de la presqu'île de Giens et du cap Lardier.
Il participe en outre, en tant que conseiller technique et scientifique, à la gestion des anciens salines d'Hyères.
Enfin, depuis 1999, le parc national de Port-Cros est chargé d'une mission d'animation de la partie française de l'accord PELAGOS qui crée un sanctuaire pour les mammifères marins de Méditerranée. Cet accord tripartite entre la France, l'Italie et la principauté de Monaco vise à protéger les mammifères marins d'un vaste territoire situé dans le bassin corso-tyrrhénéo-liguro-provençal.
En 1997, le parc s'est vu décerner, pour l'ensemble de son action, le diplôme Européen remis par le Conseil de l'Europe.
Récemment inscrit dans le réseau européen Natura 2000, qui vise à gérer et protéger les habitats et espèces d'intérêt communautaire, le parc a été désigné comme opérateur pour la mise en place de mesures patrimoniales de gestion du grand site « La côte d'Hyères et son archipel », à terre et en mer.

## Gestion
Le parc national de Port-Cros est un établissement public à caractère administratif (EPCA), placé sous l'autorité du ministère de l'Écologie.
- Le directeur du parc est nommé par le ministre. Il est responsable du fonctionnement de l'établissement public suivant les orientations définies par le ministère. Il veille à l'exécution des décisions du conseil d'administration et dispose de pouvoirs réglementaires propres. Il exerce son autorité sur l'ensemble du personnel.
- Le personnel du parc compte 80 agents, fonctionnaires ou contractuels. Les agents de terrain sont des gardes-moniteurs réunis sous l'autorité d'un chef de secteur. Ils sont recrutés sur concours de la fonction publique.
- Le conseil d'administration rassemble les représentants de différentes administrations et de collectivités territoriales, ainsi que des habitants, des associations et organismes, du personnel ainsi que des personnalités nommées par le ministère. Il se réunit deux fois par an pour définir les principes généraux de la gestion du parc (aménagement, règlementation, etc.). Il vote le budget et contrôle l'action du directeur et de son équipe.
- Le conseil scientifique apporte son expertise dans la mise en place du programme de recherche annuel du parc et dans sa gestion patrimoniale. Il se réunit au moins 1 fois par an pour traiter des sujets de biologie terrestre, biologie marine et sciences humaines.
- Le conseil économique, social et culturel (CESC) aide l'établissement public à prendre ses décisions notamment en matière de politique contractuelle, de suivi de la mise en œuvre de la charte et d'animation de la vie locale.

## Extension

Liséré vert: extension du parc national de Port-Cros

Carte topographique de l'île de Port-Cros

La loi du 14 avril 2006 réforme le statut des parcs nationaux qui datait de la loi du 22 juillet 1960. Elle élargit ainsi la notion de parc national en constituant 2 zones : une « zone centrale » (cœur de parc) et une « zone périphérique » (zone d'adhésion) :
- Dans le cœur de parc, la protection sera maximale et l’État détient l’essentiel du pouvoir de décision (même si les collectivités locales pourront être consultées).
- La zone d’adhésion ne sera composée que des communes qui souhaitent y être intégrées : elles devront signer une charte du parc, un plan de préservation et d’aménagement. Ainsi, le développement de cette zone devra rester compatible avec la préservation de l’environnement.

Cette loi prévoit une plus grande place pour les collectivités locales et les usagers dans le conseil d’administration. Pourtant, si de nombreux bénéfices tant économiques qu'écologiques son attendues pour les collectivités, les résistances locales à l'extension du parc national de Port-Cros sont fortes.

Préfiguration du parc national- mai 2012

Le texte, publié au Journal officiel du 6 mai 2012, porte sur la création de l’aire potentielle d’adhésion et de l'aire maritime adjacente, de nouveaux cœurs du parc et sur la nouvelle composition du conseil d’administration du parc national de Port-Cros.
Ainsi, l'aire potentielle d’adhésion comprend tout ou partie des territoires des communes de La Garde jusqu’à Ramatuelle. L’espace du parc comprend également une aire maritime adjacente, transposition en mer de l’aire potentielle d’adhésion.
Le décret prévoit également la création d’un cœur de parc sur les espaces naturels, propriété de l’État, de l’île de Porquerolles dont la réglementation applicable reprend les réglementations actuellement en vigueur.
Enfin, le décret modifie la composition du Conseil d’administration de l'établissement en accordant notamment un siège à chacune des communes de l’aire potentielle d’adhésion et un siège à un représentant du monde agricole à l’instar du siège accordé au représentant du monde de la pêche maritime professionnelle.

## Géologie
La presqu'île de Giens, les îles de Porquerolles, de Bagaud, de Port-Cros et du Levant appartiennent à l'extension méridionale émergée du massif des Maures. Ce massif constitué de socle hercynien tranche avec la Provence cristalline. Les sédiments déposés lors du Paléozoïque (schistes à Graptolites du Fenouillet, Silurien) ont été entraînés dans l'orogenèse hercynienne, donnant lieu à un gradient métamorphique. Les dernières déformations hercyniennes ont laissé un réseau de failles E-O, à décalage sénestre. C'est ainsi qu'on observe une alternance de vallées et de chaînes parallèles.
Le canyon des Stœchades, lit fossile du Gapeau datant des dernières glaciations, est le bras de mer qui sépare les îles du continent. Lors des dernières périodes glaciaires, les épisodes de régression marine ont permis aux îles d'être reliées au continent. Les formations insulaires, appartenant au massif des Maures, correspondent à des formations affleurant sur le continent, à décalage près suite à un grand décrochement. Ainsi, les quartzites et schistes noirs à Graptolites du Fenouillet et du Château de Hyères ont pour équivalent celles du Cap des Mèdes à Porquerolles, les quartzites micacées de la presqu'île du cap Bénat correspondent à celles de Bagaud-Malalongue et les orthogneiss de Bormes à ceux d'Héliopolis au Levant. L'étude géologique des îles, grâce à leurs affleurements de qualité, apporte donc des données clés sur le massif des Maures.
Le talus continental possède une isobathe 2000m à moins de 10km de la côte S de Port-Cros ce qui est exceptionnel. Cela correspond à la cicatrice de la rupture du continent Maures-Corse-Sardaigne au moment de la dérive vers le S du bloc corso-sarde au Cénozoïque (28-16 Ma).

## Faune
La grande faune, qui exige de larges superficies, est absente de Porquerolles, mais l’île héberge plusieurs espèces de grande valeur patrimoniale.
La forêt constitue le milieu de prédilection de nombreuses espèces d’oiseaux nicheurs : fauvette pitchou, engoulevent et bon nombre de migrateurs y trouvent refuge et nourriture. Le hibou petit-duc, petit rapace nocturne au chant flûté très caractéristique, niche dans les arbres creux. On y trouve également deux espèces de serpents, la couleuvre de Montpellier et la couleuvre à échelons et de nombreux insectes. Quant au rat noir, dont l’activité est essentiellement nocturne, il trahit sa présence par ses déjections et par les cônes de pin rongés jonchant le sol.

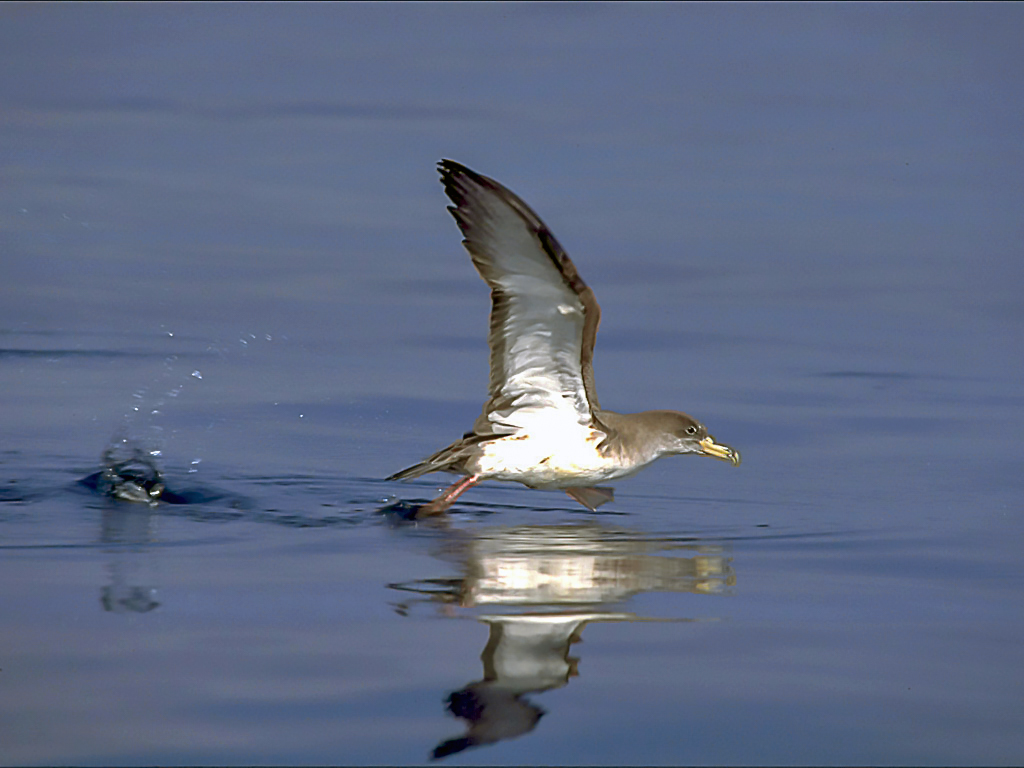
Puffin cendré (photo Bompar, PNPC).

Les falaises abritent des goélands et des cormoran et offrent un milieu propice à la nidification du puffin cendré (près de 25% des effectifs), espèce migratrice rare dont la colonie de Porquerolles est la plus importante des côtes françaises. Le puffin yelkouan y voit presque 90% de ses effectifs nicheurs y résider. Le faucon pèlerin y trouve aussi sa place tandis que le faucon d'Éléonore y est parfois aperçu.
La présence de cultures attire bon nombre d’oiseaux en migration mais aussi du gibier sédentaire tel que faisan et perdrix rouge. Les invertébrés, notamment les papillons, affectionnent ces milieux ouverts et riches en nourriture.
La lagune, petite zone humide artificielle, abrite les libellules et de nombreux oiseaux d’eau : poules d’eau, râles, grèbes, hérons, martins-pêcheurs, vespertilion à oreilles échancrées, oreillard méridional ou pipistrelle commune. Six espèces protégées sont ainsi recensées dans l’île. Le faucon crécerelle y trouve aussi des creux pour abriter sa nichée. Quant aux reptiles (lézards, geckos) ils aiment la chaleur des pierres et les fissures des vieux murs qui leur offrent un abri sûr.
Le milieu marin
La présence d’une côte rocheuse au sud et d’une côte basse et sablonneuse au nord favorise l’implantation d’une faune marine variée, représentative des principaux milieux marins de Méditerranée que sont :
- l’herbier de posidonie avec sa cohorte de saupes, oblades et oursins,
- le coralligène avec ses grands prédateurs - mérous, murènes congres, dentis - et ses invertébrés très colorés,
- les fonds sableux, inlassablement fouillés par des bancs de rougets en quête de nourriture.

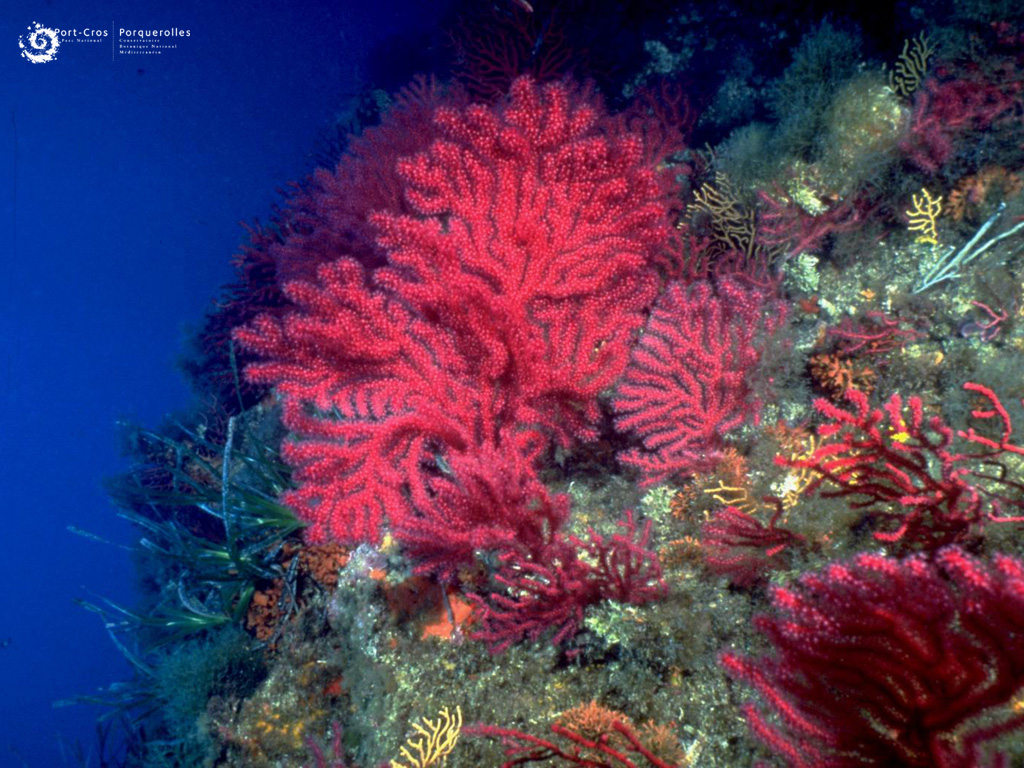
Gorgones rouges (D. Noirot PNPC).

On y rencontre de nombreuses espèces marines méditerranéennes, notamment le grand dauphin. Mais le parc national, particulièrement l'îlot de la Gabinière, est surtout connu des plongeurs sous-marins pour ses nombreux mérous bruns, une espèce un temps menacée par la chasse sous-marine. Cette espèce fut popularisée par Jojo le mérou, acteur involontaire du Monde du silence, film du commandant Cousteau tourné à Port-Cros pour cette séquence. L'île sert ainsi plusieurs fois de terrain d'observation aux scientifiques du Groupe d'Étude du Mérou pour mettre en évidence le phénomène de migration saltatoire de cet animal. De plus, l'étude de cet animal a montré l'impact positif du parc et des mesures de protection de l'espèce : après une chute vertigineuse de ses effectifs suite à la surpêche, on observe depuis les années 1980 un accroissement et un rajeunissement de la population dans les eaux du Parc national.
On dénombre 144 espèces d'oiseaux (dont 40 espèces nicheuses), 180 espèces de poissons et quelques espèces terrestres endémiques comme le discoglosse sarde, un petit batracien, et le phyllodactyle d'Europe, un petit reptile en voie de régression.

## Flore

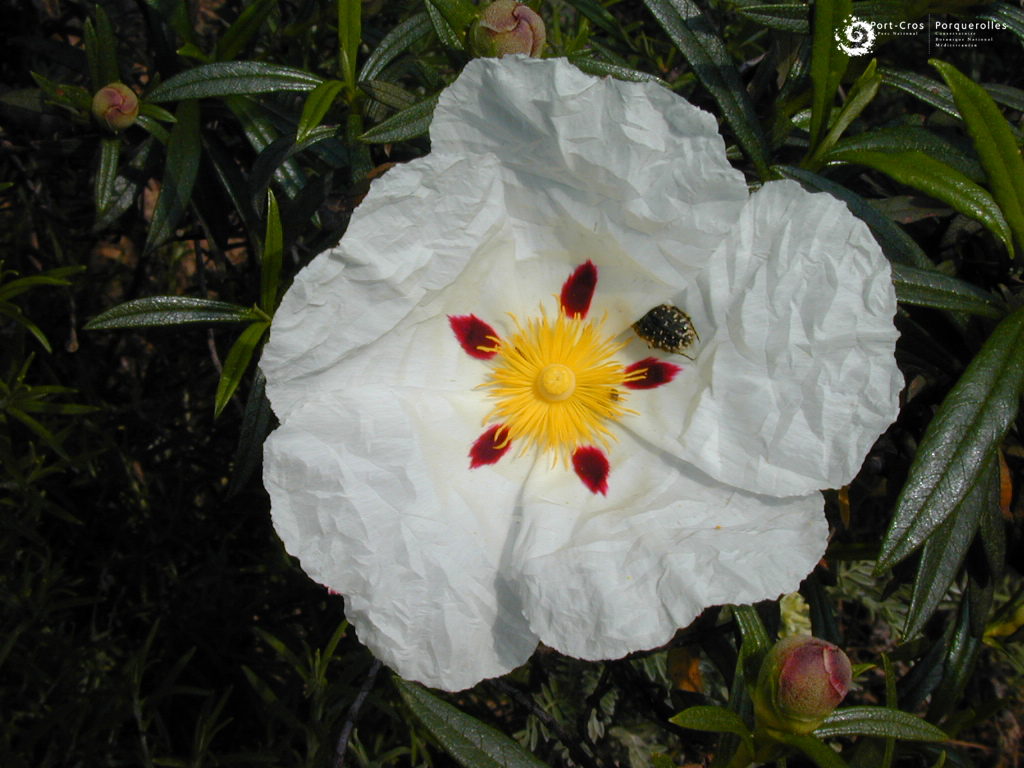
Ciste ladanifère (P. Aubel PNPC).

L’insularité et la diversité des milieux est à l’origine de la variété et de la richesse de la flore qui compte quelque 700 espèces, dont certaines espèces rares comme le Genêt à feuille de lin ou endémiques comme la Dauphinelle de Requien, seules stations répertoriées en France avec celle de Port-Cros.
La forêt de Chênes verts, recouvrant jadis la totalité de l’île, à l’exception des croupes et des zones rocheuses trop arides, subsiste aujourd’hui dans les vallons humides. À la suite de défrichements volontaires ou accidentels - en 1870, l’île a presque entièrement brûlé - le Pin d’Alep, dont le peuplement est vieillissant, et le maquis à Arbousier et à Bruyère arborescente occupent une surface très importante. Ils cachent, sous leur couvert épais, les espèces qui aiment l’ombre, comme le petit arum, les fougères, ainsi qu’une très grande variété de champignons.
Dans les zones plus ouvertes, le maquis bas forme des fourrés denses de brousse littorale dominés par le Lentisque, le Myrte, l'Olivier sauvage et le Genévrier de Phénicie. Cette végétation apparaît dans des zones anciennes ou secteurs incendiés.
La végétation littorale, adaptée au sel, est riche, bien que très menacée par le piétinement. Fenouil de mer, Cinéraire maritime, Passerine hirsute ou Statice nain se développent dans les anfractuosités rocheuses. La Barbe de Jupiter, particulièrement résistante aux embruns, dresse ses grands rameaux argentés protégeant ainsi des espèces plus fragiles. La Griffe de sorcière, espèce exotique envahissante, est une menace pour les communautés végétales indigènes des rochers.
Les Cistes, le Romarin et la Lavande des îles se rencontrent sur d’anciennes friches ou en bordure de sentiers bien exposés au soleil, tout comme l’Hélianthème, l’Asphodèle et la Lavatère. C’est aussi là que se développe harmonieusement le Genêt à feuille de lin formant parfois de remarquables haies entre deux cultures.
On trouve ainsi 602 espèces terrestres et 500 espèces d'algues.

## L’action du parc
Protéger
La préservation des espèces et des habitats naturels appelle une connaissance scientifique approfondie (études, inventaires, suivis de population) qui fonde une gestion pertinente des milieux et des paysages.
La prévention contre l’incendie est un des soucis majeurs du gestionnaire : un plan de défense de la forêt a été élaboré, en concertation avec tous les acteurs concernés, pour réduire ce risque particulièrement élevé en été, lorsque le vent et la sécheresse se conjuguent avec une forte fréquentation.
Aménager, restaurer
Depuis plusieurs années, le parc national procède à l’aménagement des espaces les plus fréquentés comme les plages et les arrières-plages, dans un souci de sauvegarder leur caractère sauvage et leur richesse biologique. Pas ou peu d’équipements « urbains » mais des dispositifs de protection et de restauration des habitats naturels et de la couverture végétale, qui autorisent l’accès du public sans altérer le paysage et les milieux. Il s’attache également, en partenariat avec des personnes publiques ou privées, à la sauvegarde et à la restauration du patrimoine bâti comme les forts, ou comme le Moulin du Bonheur, témoin de l’activité agricole du XVIIIe siècle.
Développer
Dans le fil d’une longue tradition, le parc national a fait le choix de réanimer l’agriculture, notamment la viticulture et le maraîchage, en affermant une partie de son territoire, par baux emphytéotiques, à des exploitants privés (110 ha) et en les aidant à développer des techniques culturales et des traitements phytosanitaires écologiques. Pare-feux efficaces, sources d’emplois permanents, les vignobles et vergers rythment le paysage et diversifient les écosystèmes.
Accueillir et éduquer
Confronté à une fréquentation annuelle d’environ un million de visiteurs, le parc participe à l’accueil et à l’information du public : balisage et entretien des pistes et sentiers, édition de publications, expositions, centres d’information, panneaux d’information.
Il veille à orienter le public vers des pratiques de découverte respectueuse de l’environnement en agissant en partenariat avec les acteurs locaux. Ainsi, une charte a-t-elle été établie avec les loueurs de vélos, orientée vers l’adoption d’un code de bonne conduite visant à atténuer l’impact de cette activité sur les milieux naturels.
Le parc mène des actions pédagogiques en collaboration avec l’IGESA (Institut de Gestion Sociale des Armées) qui reçoit de nombreuses classes de découverte et avec l’école primaire du village de Porquerolles. Il est à l’écoute des associations locales avec lesquelles il collabore pour des projets de sensibilisation à l’environnement. 

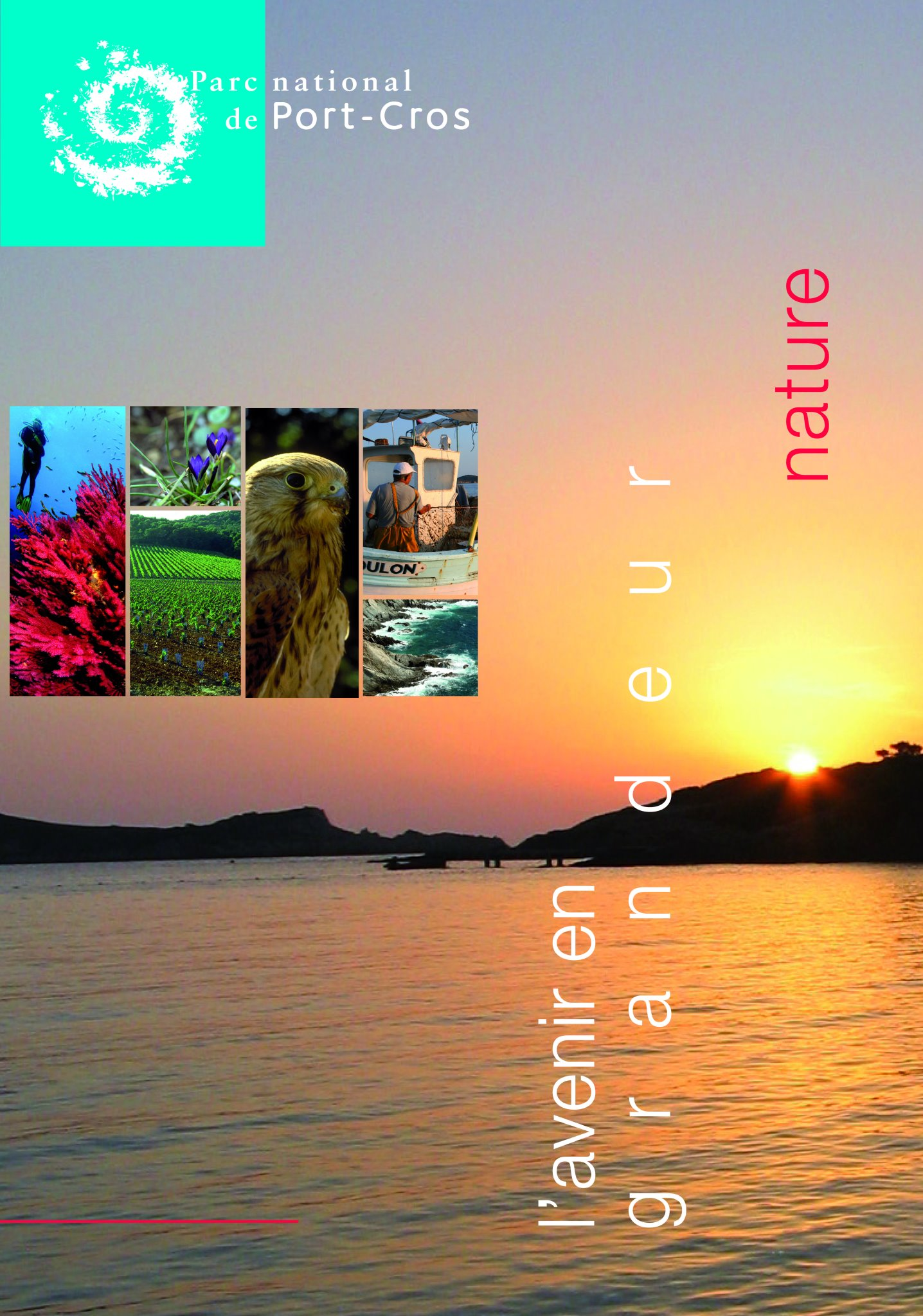
L'avenir grandeur Nature

 C’est à Port-Cros que voit le jour le premier sentier sous-marin de Méditerranée visitable en snorkeling.

## Le sentier sous-marin balisé de la Palud
La randonnée dans le parc national de Port-Cros permet d'alterner la randonnée pédestre dans la forêt méditerranéenne et le sentier sous-marin qui part de la « plage de la Palud » aménagé pour observer avec masques et palmes la faune et la flore sous-marines, dans une déclinaison très maritime de la randonnée dans les îles de Méditerranée.
Ce sentier sous-marin balisé en 6 étapes permet la découverte des petits fonds marins de Méditerranée en autonomie, équipé de palmes masque tuba. Il est situé dans la baie de la Palud.

## Le sentier dit «des Crêtes»
Le sentier dit « des Crêtes » permet de traverser la crique de la Fausse-Monnaie en passant par la plage du Sud et de parcourir la principale vallée, appelée « vallon de la Solitude » puis d'aller jusqu'au point culminant de l’île, le mont Vinaigre (194 m).

## Le parc national dans les arts et la culture
Les fonds marins du parc national ont inspiré le peintre André Laban, ancien bras droit du commandant Jacques-Yves Cousteau, qui y réalisa une trentaine de toiles en plongée jusqu'en 2015 .
En 2018, la Fondation Carmignac inaugure la Villa Carmignac sur l’Île de Porquerolles.

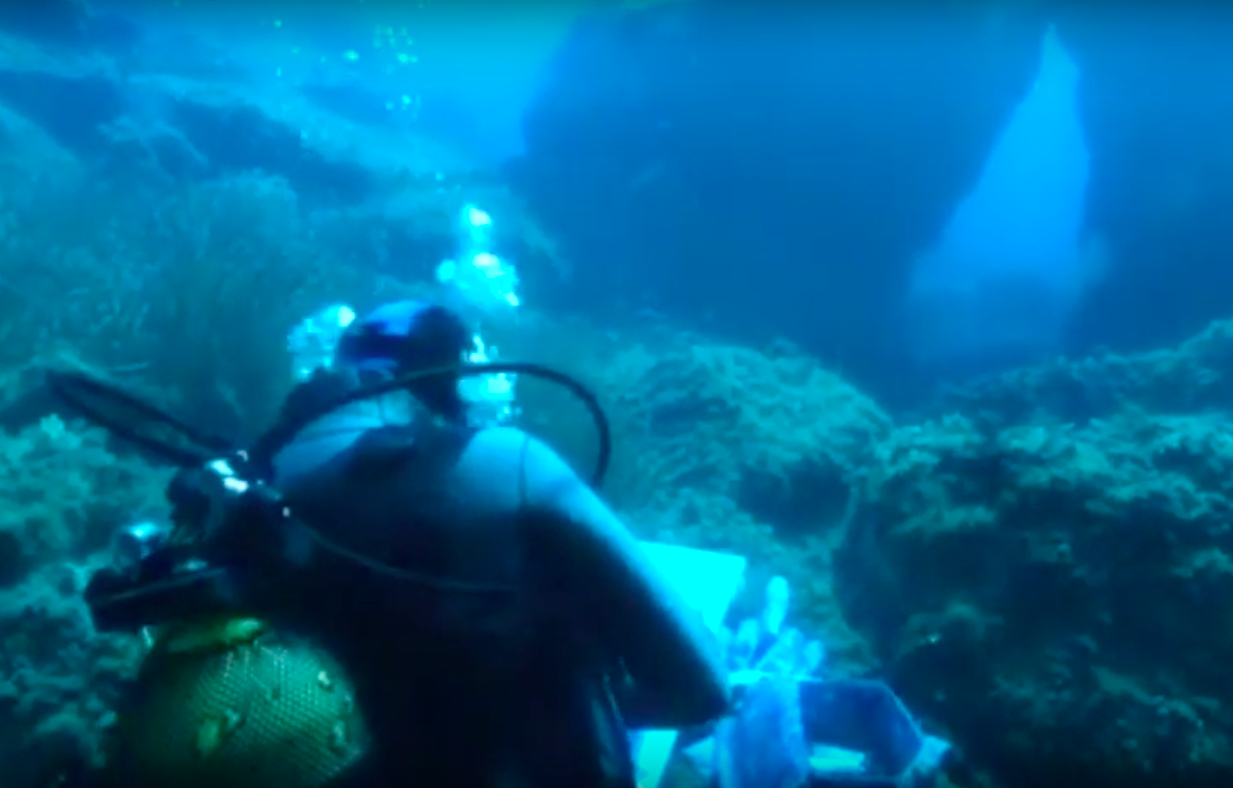
Réalisation par André Laban d'une toile sous-marine au Cap des Mèdes à Porquerolles le 22 septembre 2015 à 87 ans